# 奥林匹克中心站 (慕尼黑地铁)
奥林匹克中心站（德語：U-Bahnhof Olympiazentrum）是一座慕尼黑地铁3和8号线位于米贝茨霍芬-哈特畔的一座车站，此站紧挨着宝马总部大厦、宝马世界和宝马博物馆。